# رامون إس. سابات
رامون إس. سابات هو منتج أسطوانات وملحن كوبي، ولد في 1902، وتوفي في 1986.